# Euchorthippus
Euchorthippus is een geslacht van rechtvleugeligen uit de familie veldsprinkhanen (Acrididae). De wetenschappelijke naam van dit geslacht is voor het eerst geldig gepubliceerd in 1926 door Tarbinsky.

## Soorten
Het geslacht Euchorthippus omvat de volgende soorten:
- Euchorthippus acarinatus Zheng & He, 1993
- Euchorthippus albolineatus Lucas, 1849
- Euchorthippus angustulus Ramme, 1931
- Euchorthippus aquatilis Zhang, 1994
- Euchorthippus arabicus Uvarov, 1952
- Euchorthippus changlingensis Ren & Zhao, 2001
- Euchorthippus chenbaensis Tu & Zheng, 1964
- Euchorthippus cheui Xia, 1964
- Euchorthippus chopardi Descamps, 1968
- Euchorthippus choui Zheng, 1980
- Euchorthippus dahinganlingensis Zhang & Ren, 1992
- Euchorthippus declivus Brisout de Barneville, 1848
- Euchorthippus elegantulus Zeuner, 1940
- Euchorthippus flexucarinatus Bi & Xia, 1987
- Euchorthippus fusigeniculatus Jin & Zhang, 1983
- Euchorthippus heiheensis Wang, 2007
- Euchorthippus herbaceus Zhang & Jin, 1985
- Euchorthippus liupanshanensis Zheng & He, 1993
- Euchorthippus madeirae Uvarov, 1935
- Euchorthippus nigrilineatus Zheng & Wang, 1993
- Euchorthippus pulvinatus Fischer von Waldheim, 1846
- Euchorthippus ravus Liang & Jia, 1992
- Euchorthippus sardous Nadig, 1934
- Euchorthippus shandongensis Yin & Xiao, 2012
- Euchorthippus sinucarinatus Zheng & Wang, 1993
- Euchorthippus transcaucasicus Tarbinsky, 1930
- Euchorthippus unicolor Ikonnikov, 1913
- Euchorthippus vittatus Zheng, 1980
- Euchorthippus weichowensis Chang, 1937
- Euchorthippus yungningensis Tu & Zheng, 1964
- Euchorthippus zhongtiaoshanensis Zheng & Lu, 2002
- Euchorthippus zuojianus Zhang & Ren, 1993